# IMO (清涼飲料)
IMO（アイエムオー）は、1986年2月にカゴメから発売された清涼飲料水である。サツマイモを原料とする。

## 概要
サツマイモを原料とする焼き芋味の清涼飲料水で、白濁した「コンダク」、透明な「クリア」、炭酸入りの「タンサン」の3種類があった。
トマトジュースやトマトケチャップなどのトマト製品を主力としていたカゴメが、製品の多角化、特に若年層向け製品の開拓を目標に送り出した製品である。
缶容器には写実的なサツマイモが大きく描かれており、テレビCMには網浜直子が起用された。また、YMOを連想させる商品名、「焼き芋ハイテク飲料」というキャッチフレーズなど、「サツマイモ」のイメージを逆手にとり、ハイテクノロジーを用いた都会的でファッション性の高い製品という位置づけのイメージ戦略が採られた。しかし、特に炭酸入りの「タンサン」についてはその味は広く好まれるものではなく、商業的には成功しなかった。